# مرلین ستوتزمن
مرلین ستوتزمن (به انگلیسی: Marlin Stutzman) نمایندهٔ حوزه انتخابیه سوم ایندیانا از حزب جمهوری‌خواه ایالات متحده آمریکا در مجلس نمایندگان ایالات متحده آمریکا است که برای نخستین‌بار در ۳ نوامبر ۲۰۱۰ میلادی به‌عضویت این مجلس درآمد.